# Георги Янкулов
Георги Димитров Янкулов (също и Янколов) е български политик и лекар.

## Биография
Учи при Ботьо Петков в Калофер, а след това в Роберт колеж, Цариград. През 1874 година завършва медицина в Париж.
През следващата 1875 година започва да работи като лекар в Тулча. От 1876 до 1878 г. е лекар в Галац, където членува в местния комитет на Българското централно благотворително общество (БЦБО).
След Освобождението се установява в Пловдив. През 1879 Георги Янкулов и Иван Евстратиев Гешов са изпратени от комитет от южнобългарски първенци с мисия до Великите сили, за да настояват за невъвеждане в Източна Румелия на османски войски. Те пристигат в Париж в началото на април и на 31 март/12 април се срещат неофициално с външния министър Вилиам Анри Вадингтон, както и с влиятелния политик Леон Гамбета. На 6/18 април пристигат в Лондон, където външният министър лорд Солзбъри отказва да ги приеме и те се срещат само с представители на опозицията.
Янкулов е председател на Областното събрание и член на Постоянния комитет на Източна Румелия (1879 – 1885). След Съединението е член на Временното правителство на Георги Странски. Подпредседател на Осмото (15 октомври 1894 – 4 февруари 1896) и председател на Деветото обикновено народно събрание (1 декември 1896 – 5 март 1899).
Участвал в редактирането на в. „Съединение“.